# Francisco Guerrero y Palomares
Francisco Guerrero y Palomares (Tepic, 1811-San Francisco, 13 de julio de 1851) fue un político y ranchero mexicano-estadounidense, quien sirvió como tercer y sexto alcalde de San Francisco (entonces conocido como Yerba Buena). Fue notoriamente asesinado en 1851 en un escándalo que involucró a buscadores estadounidenses que buscaban desacreditar los reclamos territoriales de los californios.

## Biografía
Nació en Tepic, Nueva España (actual México). Llegó a Alta California con la Colonia Hijar-Padres en 1834, y se radicó en Yerba Buena (San Francisco). Estuvo casado con Josefa de Haro (hija del alcalde Francisco de Haro), y tuvo cinco hijos.
Fue el tercer alcalde de Yerba Buena en 1836. Sirvió nuevamente como sexto alcalde en 1839.
En 1844 se le concedió Rancho Corral de Tierra, ubicado en el actual condado de San Mateo, California. Una sección de la concesión de tierras ahora forma parte del Área Recreativa Nacional Golden Gate.
Fue asesinado en 1851 por Francis LeBras, en San Francisco. Está enterrado en el cementerio Misión Dolores de la ciudad.
La calle Guerrero en San Francisco lleva su nombre en su honor.